# فرد براون (لاعب هوكي الجليد)
فرد براون هو لاعب هوكي الجليد كندي، ولد في 15 سبتمبر 1900 في كينغستون في كندا، وتوفي في 20 يناير 1977.

## وصلات خارجية
- فرد براون على موقع دوري الهوكي الوطني (الإنجليزية)
- فرد براون على موقع HockeyDB.com (الإنجليزية)
- فرد براون على موقع Hockey-Reference.com (الإنجليزية)